# Pomnik Stanisława Staszica w Kielcach
Pomnik Stanisława Staszica w Kielcach – pomnik Stanisława Staszica znajdujący się w parku miejskim w Kielcach.
Pomnik powstał z inicjatywy prezydenta Kielc Władysława Garbińskiego oraz mieszkańców miasta. Zebrane pieniądze okazały się niewystarczające, dlatego też wykonawcy zrzekli się części, bądź całości wynagrodzenia, m.in. projekt bezpłatnie został wykonany przez inżyniera Stanisława Szpakowskiego.
Dzień odsłonięcia pomnika – 2 września 1906 roku – stał się demonstracją patriotyczną mieszkańców miasta znajdującego się w Imperium Rosyjskim. Najpierw w katedrze odprawiono mszę świętą, następnie zaś udano się do parku na odsłonięcie monumentu, którego dokonał prezydent Garbiński. Po uroczystości, w której brali udział przedstawiciele kieleckich szkół męskich i żeńskich, cechów rzemieślniczych, kupców, lekarzy, prawników oraz duchowieństwa, odbył się w hotelu Bristol obiad dla ok. 200 osób, który wydały kieleckie cechy. Po południu w parku urządzono zabawę ludową – dochód z niej przekazano na Polską Macierz Szkolną.
W 1916 roku obchody rocznicy Konstytucji 3 maja przekształciły się w wielką manifestację. W pochodzie pod pomnik Staszica udekorowanymi ulicami uczestniczyli m.in.: młodzież szkolna, cechy, robotnicy, chłopi i urzędnicy. Jan Pazdur określił uroczystości jako „zdecydowany sukces piłsudczyków w procesie integracji społeczeństwa kieleckiego”.
Pomnik tworzy półkolista ława grecka z ozdobnymi bokami. Stoi ona na fundamencie z dwoma schodkami od frontu. Pierwsze, żeliwne popiersie Staszica uznano za zbyt małe. Z tego powodu w 1908 roku na pomniku umieszczono większe, wykonane z białego marmuru przez kieleckiego rzeźbiarza Smyczyńskiego. Pierwotne znajduje się w zbiorach Muzeum Narodowego w Kielcach.
W Kielcach istnieją jeszcze trzy inne pomniki Staszica. Pierwszy z nich znajduje się w Białogonie, niedaleko Kieleckiej Fabryki Pomp, której protoplastę – Hutę Aleksandra – założył w 1817 roku Staszic. Drugi zlokalizowany jest w przed Zespołem Szkół Zawodowych nr 3 przy ul. Jagiellońskiej 28. Trzeci znajduje się przed budynkiem Biblioteki Głównej Politechniki Świętokrzyskiej, przy al. Tysiąclecia PP. Uroczyście odsłonięto go 3 czerwca 2015 roku w ramach jubileuszu 50 lat politechniki oraz 200. rocznicy założenia Szkoły Akademiczno-Górniczej w Kielcach.